# Satz von Gauß-Markow
In der Stochastik ist der Satz von Gauß-Markow (in der Literatur ist auch die englische Transkription Markov zu finden, also Satz von Gauß-Markov) bzw. Satz von Gauß ein mathematischer Satz über die Klasse der linearen erwartungstreuen Schätzfunktionen. Er stellt eine theoretische Rechtfertigung der Methode der kleinsten Quadrate dar und ist nach den Mathematikern Carl Friedrich Gauß und Andrei Andrejewitsch Markow benannt. Es wird in neuer Zeit vorgeschlagen, dass der Satz einfach Satz von Gauß heißen sollte, da die Zuschreibung zu Markow auf einem Irrtum beruht (siehe unten Abschnitt "Geschichte"). Der Satz besagt, dass in einem linearen Regressionsmodell dann ein bester linearer erwartungstreuer Schätzer, kurz BLES (englisch best linear unbiased estimator, kurz: BLUE) ist, wenn folgendes für Störgrößen gilt:
- sie haben einen Erwartungswert von null (Exogenität)
- die  Varianz der Störgrößen ist konstant (Homoskedastizität)
- die Störgrößen sind unkorreliert (Keine Autokorrelation)

Teilweise wird noch genannt, dass keine perfekte Multikollinearität bestehen darf.
Das sind die Annahmen des klassischen linearen Regressionsmodells, der Kleinste-Quadrate-Schätzer. Sind diese Voraussetzungen erfüllt und existiert ein solcher Schätzer, dass ist er der beste (BLUE). Hierbei bedeutet der „beste“, dass er – innerhalb der Klasse der linearen erwartungstreuen Schätzer – die „kleinste“ Kovarianzmatrix aufweist und somit minimalvariant ist. Die Störgrößen müssen nicht notwendigerweise normalverteilt sein. Sie müssen im Fall der verallgemeinerten Kleinste-Quadrate-Schätzung auch nicht unabhängig und identisch verteilt sein.

## Geschichte
Der Satz wurde im Jahr 1821 von Carl Friedrich Gauß bewiesen. Versionen seines Beweises wurden unter anderem von Helmert (1872), Czuber (1891) und Markow (1912) veröffentlicht. Jerzy Neyman, der die Arbeit von Gauß nicht kannte, benannte den Satz unter anderem nach Markow. Seitdem ist der Satz als Satz von Gauß-Markow bekannt. Da die heutige Bezeichnung vor allem auf der Unkenntnis Neymans von Gauß’ Beweis beruht, wird in neuer Zeit – vor allem in englischsprachiger Literatur – vorgeschlagen, den Satz allein nach Gauß zu benennen, etwa Satz von Gauß. Historische Informationen zum Satz von Gauß-Markow finden sich bei Seal (1967), Placket (1972), Stigler (1986) und in History of Mathematical Statistics from 1750 to 1930 von Hald (1998).

## Formulierung des Satzes
In Worten lautet dieser Satz: Der Kleinste-Quadrate-Schätzer ist die beste lineare erwartungstreue Schätzfunktion, wenn die zufälligen Störgrößen (die folgenden Formeln beziehen sich auf die einfache lineare Regression):
- unkorreliert sind:
{\displaystyle \operatorname {Cov} (\varepsilon _{i},\varepsilon _{j})=\mathbb {E} [(\varepsilon _{i}-\mathbb {E} (\varepsilon _{i}))(\varepsilon _{j}-\mathbb {E} (\varepsilon _{j}))]=\mathbb {E} (\varepsilon _{i}\varepsilon _{j})=0\quad \forall i\neq j,\;i=1,\dotsc ,n,\;j=1,\dotsc ,n}.

unabhängige Zufallsvariablen sind immer auch unkorreliert. Man spricht in diesem Zusammenhang auch von Abwesenheit von Autokorrelation.
- im Mittel Null sind: Wenn das Modell einen – von Null verschiedenen – Achsenabschnitt enthält, ist es vernünftig, dass man zumindest fordert, dass der Mittelwert von {\displaystyle \varepsilon _{i}} in der Grundgesamtheit Null ist und sich die Schwankungen der einzelnen Störgrößen über die Gesamtheit der Beobachtungen ausgleichen. Mathematisch bedeutet das, dass der Erwartungswert der Störgrößen Null ist {\displaystyle \operatorname {E} (\varepsilon _{i})=0\quad ,i=1,\ldots ,n}. Diese Annahme macht keine Aussage über den Zusammenhang zwischen {\displaystyle x} und {\displaystyle \varepsilon }, sondern gibt lediglich eine Aussage über die Verteilung der unsystematischen Komponente in der Grundgesamtheit.[4] Dies bedeutet, dass das betrachte Modell im Mittel dem wahren Zusammenhang entspricht. Wäre der Erwartungswert nicht Null, dann würde man im Mittel einen falschen Zusammenhang schätzen. Zur Verletzung dieser Annahme kann es kommen, wenn eine relevante Variable im Regressionsmodell nicht berücksichtigt wurde (siehe Verzerrung durch ausgelassene Variablen).
- eine endliche konstante Varianz haben (Homoskedastizität):{\displaystyle \forall i:\operatorname {Var} (\varepsilon _{i})=\operatorname {Var} (Y_{i})=\sigma ^{2}=\mathrm {konst.} <\infty }

wenn die Varianz der Residuen (und somit die Varianz der erklärten Variablen selbst) für alle Ausprägungen der Regressoren gleich ist, liegt Homoskedastizität bzw. Varianzhomogenität vor.
Alle oben genannten Annahmen über die Störgrößen lassen sich so zusammenfassen:
{\displaystyle \forall i:\varepsilon _{i}\;{\sim }\;(0,\sigma ^{2})},
das heißt alle Störgrößen folgen der Verteilung {\displaystyle \varepsilon _{i}\;{\sim }\;(0,\sigma ^{2})} mit Erwartungswert {\displaystyle \mathbb {E} (\varepsilon _{i})=0} und der Varianz {\displaystyle \operatorname {Var} (\varepsilon _{i})=\sigma ^{2}}. Hierbei ist die Verteilung anfangs nicht näher spezifiziert.
Diese Annahmen werden auch als Gauß-Markow-Annahmen bezeichnet. In der Ökonometrie wird der Satz von Gauß-Markow oft abweichend dargestellt und es werden weitere Annahmen getroffen.

## Allgemeine Formulierung des Satzes von Gauß-Markow (regulärer Fall)
Als Ausgangslage betrachten wir ein typisches multiples lineares Regressionsmodell mit gegebenen Daten {\displaystyle \{y_{i},x_{ij}\}_{i=1,\dots ,n;j=1,\dots ,k}} für {\displaystyle n} statistische Einheiten und {\displaystyle k} Regressoren. Der Zusammenhang zwischen der abhängigen Variablen und den unabhängigen Variablen kann wie folgt dargestellt werden
{\displaystyle y_{i}=\beta _{0}+x_{i1}\beta _{1}+x_{i2}\beta _{2}+\ldots +x_{ik}\beta _{k}+\varepsilon _{i}=\mathbf {x} _{i}^{\top }{\boldsymbol {\beta }}+\varepsilon _{i},\quad i=1,2,\dotsc ,n}.
In Matrixnotation auch
{\displaystyle {\begin{pmatrix}y_{1}\\y_{2}\\\vdots \\y_{n}\end{pmatrix}}_{(n\times 1)}\quad =\quad {\begin{pmatrix}1&x_{11}&x_{12}&\cdots &x_{1k}\\1&x_{21}&x_{22}&\cdots &x_{2k}\\\vdots &\vdots &\vdots &\ddots &\vdots \\1&x_{n1}&x_{n2}&\cdots &x_{nk}\end{pmatrix}}_{(n\times p)}\quad \cdot \quad {\begin{pmatrix}\beta _{0}\\\beta _{1}\\\vdots \\\beta _{k}\end{pmatrix}}_{(p\times 1)}\quad +\quad {\begin{pmatrix}\varepsilon _{1}\\\varepsilon _{2}\\\vdots \\\varepsilon _{n}\end{pmatrix}}_{(n\times 1)}}
mit {\displaystyle p=k+1}. In kompakter Schreibweise
{\displaystyle \mathbf {y} =\mathbf {X} {\boldsymbol {\beta }}+{\boldsymbol {\varepsilon }}}.
Hier stellt {\displaystyle {\boldsymbol {\beta }}} einen Vektor von unbekannten Parametern dar (bekannt als Regressionskoeffizienten), die mithilfe der Daten geschätzt werden müssen. Des Weiteren wird angenommen, dass die Störgrößen im Mittel Null sind: {\displaystyle \mathbb {E} [{\boldsymbol {\boldsymbol {\varepsilon }}}]=\mathbf {0} }, was bedeutet, dass wir davon ausgehen können, dass unser Modell im Mittel korrekt ist. Hierbei nimmt man von der Datenmatrix {\displaystyle \mathbf {X} \in \mathbb {R} ^{n\times p}} an, dass sie vollen (Spalten-)Rang hat, das heißt, es gilt {\displaystyle {\mbox{Rang}}(\mathbf {X} )=p}. Insbesondere ist dann {\displaystyle \mathbf {X} ^{\top }\mathbf {X} } eine reguläre, also invertierbare Matrix. Deshalb spricht man hier vom regulären Fall (s. Überschrift). Ferner nimmt man für die Kovarianzmatrix des Vektors der Störgrößen an, dass {\displaystyle {\mbox{Cov}}({\boldsymbol {\varepsilon }})=\mathbb {E} \left({\boldsymbol {\varepsilon }}{\boldsymbol {\varepsilon }}^{\top }\right)=\sigma ^{2}\mathbf {I} _{n}} gilt. Die Gauß-Markow-Annahmen lassen sich im multiplen Fall also zusammenfassen als
{\displaystyle {\boldsymbol {\varepsilon }}\;\sim \;(\mathbf {0} ,\sigma ^{2}\mathbf {I} _{n})}
wobei der Erwartungswert der Störgrößen der Nullvektor {\displaystyle \mathbf {0} } und die Kovarianzmatrix den Erwartungswert des dyadischen Produkts der Störgrößen
{\displaystyle \mathbf {\Sigma } =\mathbb {E} ({\boldsymbol {\varepsilon }}{\boldsymbol {\varepsilon }}^{\top })={\begin{pmatrix}\sigma ^{2}&0&\cdots &0\\0&\sigma ^{2}&\ddots &\vdots \\\vdots &\ddots &\ddots &0\\0&\cdots &0&\sigma ^{2}\end{pmatrix}}_{(n\times n)}=\sigma ^{2}\mathbf {I} _{n}} darstellt.
Diese Annahme ist die Homoskedastizitätsannahme im multiplen Fall.
Durch obige Spezifikation des linearen Modells erhält man damit für den Zufallsvektor {\displaystyle \mathbf {y} }
{\displaystyle \mathbf {y} \;\sim \;(\mathbf {X} {\boldsymbol {\beta }},\sigma ^{2}\mathbf {I} _{n})}.
Durch diese Annahmen erhält man:
1. Dass der Kleinste-Quadrate-Schätzer für den wahren Parametervektor {\displaystyle {\boldsymbol {\beta }}}, der {\displaystyle \mathbf {b} =\left(\mathbf {X} ^{\top }\mathbf {X} \right)^{-1}\mathbf {X} ^{\top }\mathbf {y} } lautet, ein minimalvarianter linearer erwartungstreuer Schätzer für {\displaystyle {\boldsymbol {\beta }}} ist.
2. Dass die Kovarianzmatrix des Kleinste-Quadrate-Schätzers {\displaystyle {\mbox{Cov}}(\mathbf {b} )=\sigma ^{2}(\mathbf {X} ^{\top }\mathbf {X} )^{-1}} ist.
3. Dass die geschätzte Varianz der Störgrößen {\displaystyle {\hat {\sigma }}^{2}={\frac {{\hat {\boldsymbol {\varepsilon }}}^{\top }{\hat {\boldsymbol {\varepsilon }}}}{n-p}}} ein erwartungstreuer Schätzer für die unbekannte Varianz der Störgrößen {\displaystyle \sigma ^{2}} ist.

### Minimalvarianter linearer erwartungstreuer Schätzer

#### Minimalvarianter
Der minimalvariante, bzw. „der Beste“ Schätzer zeichnet sich dadurch aus, dass er die „kleinste“ Kovarianzmatrix (bzgl. der Loewner-Halbordnung) aufweist (ist somit minimalvariant). Ein Schätzer der diese Eigenschaft aufweist wird deshalb auch minimalvarianter oder effizienter Schätzer genannt. Bei zusätzlicher Annahme von Erwartungstreue spricht man auch vom minimalvarianten erwartungstreuen Schätzer.
Jeder Schätzer aus der Klasse der linearen erwartungstreuen Schätzer lässt sich darstellen als
{\displaystyle {\overline {\boldsymbol {\beta }}}=\mathbf {A} \mathbf {y} \;} (Linearität)
mit einer {\displaystyle (p\times n)}-Matrix {\displaystyle \mathbf {A} }. Ein Beispiel für einen Schätzer dieser Klasse ist der Kleinste-Quadrate-Schätzer {\displaystyle \mathbf {b} }.
Die Eigenschaft der Erwartungstreue besagt, dass die Schätzfunktion „im Mittel“ dem wahren Parametervektor entspricht
{\displaystyle \mathbb {E} ({\overline {\boldsymbol {\beta }}})={\boldsymbol {\beta }}}.
Unter den oben genannten Voraussetzungen gilt dann, für alle {\displaystyle (p\times 1)} Vektoren {\displaystyle \mathbf {R} _{1}}, die Ungleichung:
{\displaystyle \operatorname {Var} (\mathbf {R} _{1}^{\top }\mathbf {b} )\;\leq \;\operatorname {Var} (\mathbf {R} _{1}^{\top }{\overline {\boldsymbol {\beta }}})} (Effizienzeigenschaft),
wobei {\displaystyle \mathbf {b} } der Kleinste-Quadrate-Schätzer ist, also der Schätzer, der mittels der Kleinste-Quadrate-Schätzung ermittelt wurde. Diese Effizienzeigenschaft kann auch umgeschrieben werden in
{\displaystyle \mathbf {R} _{1}^{\top }\operatorname {Cov} [\mathbf {b} ]\mathbf {R} _{1}\;\leq \;\mathbf {R} _{1}^{\top }\operatorname {Cov} [{\overline {\boldsymbol {\beta }}}]\mathbf {R} _{1}}
oder
{\displaystyle \mathbf {R} _{1}^{\top }\left(\operatorname {Cov} [{\overline {\boldsymbol {\beta }}}]-\operatorname {Cov} [\mathbf {b} ]\right)\mathbf {R} _{1}\;\geq \;0}.
Diese Eigenschaft wird positive Semidefinitheit genannt (siehe auch Kovarianzmatrix als Effizienzkriterium). Wenn also obige Ungleichung zutrifft, dann kann man sagen, dass {\displaystyle \mathbf {b} } besser ist als {\displaystyle {\overline {\boldsymbol {\beta }}}}.

#### Linearität
Für den Kleinste-Quadrate-Schätzer gilt, dass er ebenfalls linear ist
{\displaystyle \mathbf {b} =\underbrace {(\mathbf {X} ^{\top }\mathbf {X} )^{-1}\mathbf {X} ^{\top }} _{:=\mathbf {A} }\mathbf {y} =\mathbf {A} \mathbf {y} }.
Die obige Ungleichung besagt, dass nach dem Satz von Gauß-Markow {\displaystyle \mathbf {b} } ein bester (nämlich minimalvarianter) linearer erwartungstreuer Schätzer, kurz BLES (englisch Best Linear Unbiased Estimator, kurz: BLUE) ist, also in der Klasse der linearen erwartungstreuen Schätzern die kleinste (Ko-)Varianz besitzt. Für diese Eigenschaft der Schätzfunktion {\displaystyle \mathbf {b} } braucht keine Verteilungsinformation der Störgröße vorzuliegen. Eine Steigerung der BLES-Eigenschaft stellt die sogenannte BES-Eigenschaft (BES für Bester erwartungstreuer Schätzer) dar, bei der die Beschränkung auf lineare Schätzer wegfällt. Oft stellt der Maximum-Likelihood-Schätzer eine Lösung dar, die BES ist. Tatsächlich ist der Kleinste-Quadrate-Schätzer {\displaystyle \mathbf {b} } bei normalverteilten Störgrößen ein Maximum-Likelihood-Schätzer und mit dem Satz von Lehmann-Scheffé kann die BES-Eigenschaft nachgewiesen werden.

## Beweis
Gegeben, dass der wahre Zusammenhang durch ein lineares Modell beschrieben wird, gilt es den Kleinste-Quadrate-Schätzer mit allen anderen linearen Schätzern zu vergleichen. Um einen Vergleich anstellen zu können, beschränkt man sich in der Analyse auf die Klasse der linearen und erwartungstreuen Schätzer. Jeder beliebige Schätzer dieser Klasse, neben dem Kleinste-Quadrate Schätzer {\displaystyle \mathbf {b} }, kann dargestellt werden als
{\displaystyle {\overline {\boldsymbol {\beta }}}=\mathbf {A} \mathbf {y} \;} mit {\displaystyle \mathbf {A} \neq \left(\mathbf {X} ^{\top }\mathbf {X} \right)^{-1}\mathbf {X} ^{\top }}.
Falls {\displaystyle \mathbf {A} =\left(\mathbf {X} ^{\top }\mathbf {X} \right)^{-1}\mathbf {X} ^{\top }} erhält man den Kleinste-Quadrate-Schätzer {\displaystyle \mathbf {b} =(\mathbf {X} ^{\top }\mathbf {X} )^{-1}\mathbf {X} ^{\top }\mathbf {y} }. Die Klasse aller linearen Schätzer ist somit gegeben durch
{\displaystyle {\overline {\boldsymbol {\beta }}}=\left(\mathbf {X} ^{\top }\mathbf {X} \right)^{-1}\mathbf {X} ^{\top }\mathbf {y} +\mathbf {A} \mathbf {y} -\left(\mathbf {X} ^{\top }\mathbf {X} \right)^{-1}\mathbf {X} ^{\top }\mathbf {y} =\left(\mathbf {X} ^{\top }\mathbf {X} \right)^{-1}\mathbf {X} ^{\top }\mathbf {y} +\underbrace {(\mathbf {A} -\left(\mathbf {X} ^{\top }\mathbf {X} \right)^{-1}\mathbf {X} ^{\top })} _{=\mathbf {C} }\mathbf {y} =\left(\mathbf {X} ^{\top }\mathbf {X} \right)^{-1}\mathbf {X} ^{\top }\mathbf {y} +\mathbf {C} \mathbf {y} }, wobei die Matrix {\displaystyle \mathbf {C} } gegeben ist durch {\displaystyle \mathbf {C} =\mathbf {A} -\left(\mathbf {X} ^{\top }\mathbf {X} \right)^{-1}\mathbf {X} ^{\top }}
Nun gilt es Restriktionen für {\displaystyle \mathbf {C} } zu finden die sicherstellen, dass {\displaystyle {\overline {\boldsymbol {\beta }}}} erwartungstreu für {\displaystyle {\boldsymbol {\beta }}} ist. Ebenfalls muss die Kovarianzmatrix von {\displaystyle {\overline {\boldsymbol {\beta }}}} gefunden werden. Der Erwartungswert von {\displaystyle {\overline {\boldsymbol {\beta }}}} ergibt
{\displaystyle {\begin{aligned}\mathbb {E} ({\overline {\boldsymbol {\beta }}})&=\mathbb {E} (\left(\mathbf {X} ^{\top }\mathbf {X} \right)^{-1}\mathbf {X} ^{\top }(\mathbf {X} {\boldsymbol {\beta }}+{\boldsymbol {\varepsilon }})+\mathbf {C} (\mathbf {X} {\boldsymbol {\beta }}+{\boldsymbol {\varepsilon }}))\\&=\mathbb {E} (\left(\mathbf {X} ^{\top }\mathbf {X} \right)^{-1}\mathbf {X} ^{\top }\mathbf {X} {\boldsymbol {\beta }}+\left(\mathbf {X} ^{\top }\mathbf {X} \right)^{-1}\mathbf {X} ^{\top }{\boldsymbol {\varepsilon }}+\mathbf {C} \mathbf {X} {\boldsymbol {\beta }}+\mathbf {C} {\boldsymbol {\varepsilon }})\\&={\boldsymbol {\beta }}+\left(\mathbf {X} ^{\top }\mathbf {X} \right)^{-1}\mathbf {X} ^{\top }\underbrace {\mathbb {E} ({\boldsymbol {\varepsilon }})} _{=\mathbf {0} }+\mathbf {C} \mathbf {X} {\boldsymbol {\beta }}+\mathbf {C} \underbrace {\mathbb {E} ({\boldsymbol {\varepsilon }})} _{=\mathbf {0} }\\&={\boldsymbol {\beta }}+\mathbf {C} \mathbf {X} {\boldsymbol {\beta }}\end{aligned}}}
D. h. {\displaystyle {\overline {\boldsymbol {\beta }}}} ist dann und nur dann erwartungstreu für {\displaystyle {\boldsymbol {\beta }}}, wenn {\displaystyle \mathbf {C} \mathbf {X} =\mathbf {0} }, also gilt {\displaystyle \mathbb {E} ({\overline {\boldsymbol {\beta }}})={\boldsymbol {\beta }}\Longleftrightarrow \mathbf {C} \mathbf {X} =\mathbf {0} }.
Es folgt für die Kovarianzmatrix von  {\displaystyle {\overline {\boldsymbol {\beta }}}}:
{\displaystyle {\begin{aligned}\mathbf {\Sigma } _{\overline {\boldsymbol {\beta }}}&=\operatorname {Cov} ({\overline {\boldsymbol {\beta }}})=\mathbb {E} \left\{\left[{\overline {\boldsymbol {\beta }}}-\mathbb {E} ({\overline {\boldsymbol {\beta }}})\right]\left[{\overline {\boldsymbol {\beta }}}-\mathbb {E} ({\overline {\boldsymbol {\beta }}})\right]^{\top }\right\}\\&=\mathbb {E} \left\{\left[\left(\mathbf {X} ^{\top }\mathbf {X} \right)^{-1}\mathbf {X} ^{\top }{\boldsymbol {\varepsilon }}+\mathbf {C} {\boldsymbol {\varepsilon }}\right]\left[\left(\mathbf {X} ^{\top }\mathbf {X} \right)^{-1}\mathbf {X} ^{\top }{\boldsymbol {\varepsilon }}+\mathbf {C} {\boldsymbol {\varepsilon }}\right]^{\top }\right\}\\&=\mathbb {E} \left\{\left[\left(\mathbf {X} ^{\top }\mathbf {X} \right)^{-1}\mathbf {X} ^{\top }{\boldsymbol {\varepsilon }}{\boldsymbol {\varepsilon }}^{\top }\mathbf {X} \left(\mathbf {X} ^{\top }\mathbf {X} \right)^{-1}+\left(\mathbf {X} ^{\top }\mathbf {X} \right)^{-1}\mathbf {X} ^{\top }{\boldsymbol {\varepsilon }}{\boldsymbol {\varepsilon }}^{\top }\mathbf {C} ^{\top }+\mathbf {C} {\boldsymbol {\varepsilon }}{\boldsymbol {\varepsilon }}^{\top }\mathbf {X} \left(\mathbf {X} ^{\top }\mathbf {X} \right)^{-1}+\mathbf {C} {\boldsymbol {\varepsilon }}{\boldsymbol {\varepsilon }}^{\top }\mathbf {C} ^{\top }\right]\right\}\\&=\left(\mathbf {X} ^{\top }\mathbf {X} \right)^{-1}\mathbf {X} ^{\top }\sigma ^{2}\mathbf {I} _{n}\mathbf {X} \left(\mathbf {X} ^{\top }\mathbf {X} \right)^{-1}+\left(\mathbf {X} ^{\top }\mathbf {X} \right)^{-1}\mathbf {X} ^{\top }\sigma ^{2}\mathbf {I} _{n}\mathbf {C} ^{\top }+\mathbf {C} \sigma ^{2}\mathbf {I} _{n}\mathbf {X} \left(\mathbf {X} ^{\top }\mathbf {X} \right)^{-1}+\mathbf {C} {\boldsymbol {\sigma }}^{2}\mathbf {I} _{n}\mathbf {C} ^{\top }\\&=\sigma ^{2}\left[\left(\mathbf {X} ^{\top }\mathbf {X} \right)^{-1}+\mathbf {C} \mathbf {C} ^{\top }\right]\end{aligned}}}
Daraus folgt
{\displaystyle \mathbf {\Sigma } _{\overline {\boldsymbol {\beta }}}-\mathbf {\Sigma } _{\mathbf {b} }=\sigma ^{2}\mathbf {C} \mathbf {C} ^{\top }}
Diese Matrix wird immer positiv semidefinit sein, – unabhängig wie {\displaystyle \mathbf {C} } definiert ist – da eine Matrix multipliziert mit ihrer eigenen Transponierten immer positiv semidefinit ist.

## Singulärer Fall, schätzbare Funktionen
Wir betrachten nun den sog. singulären Fall, d. h. es gilt {\displaystyle {\mbox{Rang}}(\mathbf {X} )<p\;}. Dann ist auch {\displaystyle \mathbf {X} ^{\top }\mathbf {X} } nicht von vollem Rang, also nicht invertierbar. Der oben angegebene Kleinste-Quadrate-Schätzer {\displaystyle \mathbf {b} } existiert nicht. Man sagt, {\displaystyle {\boldsymbol {\beta }}} ist nicht schätzbar bzw. nicht identifizierbar.
Der singuläre Fall tritt dann ein, wenn {\displaystyle n<p}, oder wenn nur in {\displaystyle q<p} verschiedenen Regressoreinstellungen beobachtet wird, oder wenn lineare Abhängigkeiten in der Datenmatrix {\displaystyle \mathbf {X} } vorliegen.
Sei nun {\displaystyle {\mbox{Rang}}(\mathbf {X} )=m<p}. Dann sind bestenfalls {\displaystyle m}-dimensionale Linearformen {\displaystyle {\boldsymbol {\gamma }}=\mathbf {A} {\boldsymbol {\beta }}} linear und erwartungstreu schätzbar, wobei {\displaystyle \mathbf {A} } eine {\displaystyle (m\times p)}-Matrix ist.

### Schätzbarkeitskriterium
{\displaystyle {\boldsymbol {\gamma }}=\mathbf {A} {\boldsymbol {\beta }}} mit einer  {\displaystyle (s\times p)}-Matrix {\displaystyle \mathbf {A} ,s\leq m} ist schätzbar genau dann, wenn es eine  {\displaystyle (s\times n)}-Matrix {\displaystyle \mathbf {C} } gibt, so dass {\displaystyle \mathbf {C} \mathbf {X} =\mathbf {A} } gilt, d. h. wenn jeder Zeilenvektor von {\displaystyle \mathbf {A} } eine Linearkombination der Zeilenvektoren von {\displaystyle \mathbf {X} } ist. Siehe z. B.
Wesentlich eleganter kann das Schätzbarkeitskriterium mit Pseudoinversen formuliert werden. Dabei heißt {\displaystyle \mathbf {B} ^{-}} Pseudoinverse von {\displaystyle \mathbf {B} }, wenn {\displaystyle \mathbf {B} \mathbf {B} ^{-}\mathbf {B} =\mathbf {B} } gilt.
{\displaystyle {\boldsymbol {\gamma }}=\mathbf {A} {\boldsymbol {\beta }}} mit einer  {\displaystyle (s\times p)}-Matrix {\displaystyle \mathbf {A} ,s\leq m} ist schätzbar genau dann, wenn {\displaystyle \mathbf {A} (\mathbf {X} ^{\top }\mathbf {X} )^{-}\mathbf {X} ^{\top }\mathbf {X} =\mathbf {A} }. Dabei ist {\displaystyle (\mathbf {X} ^{\top }\mathbf {X} )^{-}} eine beliebige Pseudoinverse von {\displaystyle \mathbf {X} ^{\top }\mathbf {X} }. Siehe z. B.

#### Beispiel
Für die quadratische Regressionsgleichung {\displaystyle \ y=\beta _{0}+\beta _{1}x+\beta _{2}x^{2}+\varepsilon \ } wurden {\displaystyle \ n=4\ } Beobachtungen bei {\displaystyle \ x_{1}=0,\ x_{2}=0,\ x_{3}=1,\ x_{4}=1\ } durchgeführt. Damit ergibt sich
{\displaystyle \mathbf {X} ={\begin{pmatrix}1&0&0\\1&0&0\\1&1&1\\1&1&1\end{pmatrix}}\ ;\ \operatorname {Rang} (\mathbf {X} )=2}.
Dann ist
{\displaystyle {\boldsymbol {\gamma }}={\begin{pmatrix}\beta _{0}\\\beta _{1}+\beta _{2}\end{pmatrix}}=\mathbf {A} {\boldsymbol {\beta }}\ ;\ \mathbf {A} ={\begin{pmatrix}1&0&0\\0&1&1\end{pmatrix}}\ ;\ {\boldsymbol {\beta }}={\begin{pmatrix}\beta _{0}\\\beta _{1}\\\beta _{2}\end{pmatrix}}}
schätzbar, weil die Zeilenvektoren von {\displaystyle \mathbf {A} } Linearkombinationen der Zeilenvektoren von {\displaystyle \mathbf {X} } sind. Beispielsweise ist der zweite Zeilenvektor von {\displaystyle \mathbf {A} } gleich der Differenz aus drittem und erstem Zeilenvektor von {\displaystyle \mathbf {X} }.
Hingegen ist
{\displaystyle {\boldsymbol {\gamma }}={\begin{pmatrix}\beta _{0}+\beta _{1}\\\beta _{2}\end{pmatrix}}=\mathbf {A} {\boldsymbol {\beta }}\ ;\ \mathbf {A} ={\begin{pmatrix}1&1&0\\0&0&1\end{pmatrix}}}
nicht schätzbar, weil sich keiner der Zeilenvektoren von {\displaystyle \mathbf {A} } als Linearkombination der der Zeilenvektoren von {\displaystyle \mathbf {X} } darstellen lässt.

### Satz von Gauß-Markow im singulären Fall
Sei {\displaystyle {\boldsymbol {\gamma }}=\mathbf {A} {\boldsymbol {\beta }}} schätzbar. Dann ist
{\displaystyle {\boldsymbol {g}}=\mathbf {A} (\mathbf {X} ^{\top }\mathbf {X} )^{-}\mathbf {X} ^{\top }{\boldsymbol {y}}}
bester linearer erwartungstreuer Schätzer für {\displaystyle {\boldsymbol {\gamma }}}, wobei {\displaystyle (\mathbf {X} ^{\top }\mathbf {X} )^{-}} eine beliebige Pseudoinverse zu {\displaystyle \mathbf {X} ^{\top }\mathbf {X} } ist.
Der Schätzer {\displaystyle {\boldsymbol {g}}} kann auch ohne Pseudoinverse ausgedrückt werden:
{\displaystyle {\boldsymbol {g}}=\mathbf {A} {\boldsymbol {b}}}
Dabei ist {\displaystyle {\boldsymbol {b}}} eine beliebige Lösung des Normalgleichungssystems {\displaystyle \mathbf {X} ^{\top }\mathbf {X} {\boldsymbol {b}}=\mathbf {X} ^{\top }{\boldsymbol {y}}}.

## Verallgemeinerte Kleinste-Quadrate-Schätzung
Die verallgemeinerte Kleinste-Quadrate-Schätzung (VKQ-Schätzung), die von Aitken entwickelt wurde, erweitert der Satz von Gauß-Markow auf den Fall, bei dem der Vektor der Störgrößen eine nichtskalare Kovarianzmatrix hat, d. h. es gilt {\displaystyle \mathbf {\Sigma } \neq \sigma ^{2}\mathbf {I} _{n}}. Der VKQ-Schätzer ist ebenfalls BLUE.